# SimCity DS 2
SimCity DS 2 é um jogo de simulação criado pela Maxis, na qual o jogador cria e administra uma cidade. SimCity DS 2 é o sucessor do SimCity DS, lançado no Japão no dia 19 de Março de 2008. Mais tarde, foi lançado na Europa, Estados Unidos e Austrália sob o nome de SimCity Creator no dia 19 de Setembro de 2008.

## Jogabilidade
Na mesma fórmula da série SimCity, SimCty DS 2 oferece um novo Challenge Mode(Modo Desafio), onde o jogador pode criar sua cidade em diferentes períodos históricos, como a Pré-história, a Idade Média, o Renascimento ou a época da Primeira Revolução Industrial. Também é possível desbloquear monumentos famosos ao longo do jogo.
Com a possibilidade de conexão Wi-Fi à internet, é possível participar de um ranking mundial, tirar fotos da sua cidade e compartilhá-las. Também é possível participar de um ranking mundial da melhor cidade.

## Ligações Externas
- Site Oficial em Japonês
- Site Oficial em Inglês